# In Celebration of The Spark
In Celebration of The Spark è stato un tour mondiale del gruppo musicale britannico Enter Shikari, in promozione del loro quinto album in studio The Spark, pubblicato nel settembre 2017.
Annunciato nell'agosto 2017, ha avuto inizio il 16 novembre 2017 a Liverpool, Regno Unito, con una serie di concerti nei principali paesi europei. Il 20 ottobre vengono spostate le location di tre date, e vengono annunciati come gruppi spalla gli Astroid Boys e i Lower Than Atlantis per tutte le date. Sono invece i Milk Teeth e i Single Mothers a supportarli nel tour nordamericano che si svolge nei primi mesi del 2018. Nell'aprile dello stesso anno si spostano in Asia per aprire alcuni spettacoli del gruppo giapponese electronicore Crossfaith durante il loro tour Across the Future 2018, prima di imbarcarsi in un proprio tour asiatico che li vede impegnati sino alla fine del mese. Da giugno ad agosto 2018 il gruppo si esibisce in occasione di diversi festival europei, tra cui il Rock am Ring e il Nova Rock, mentre da dicembre ad aprile 2019 si imbarca in un lungo tour europeo chiamato Stop the Clocks Tour, decretando la fine dell'In Celebration of The Spark.

## UK + Europe Tour

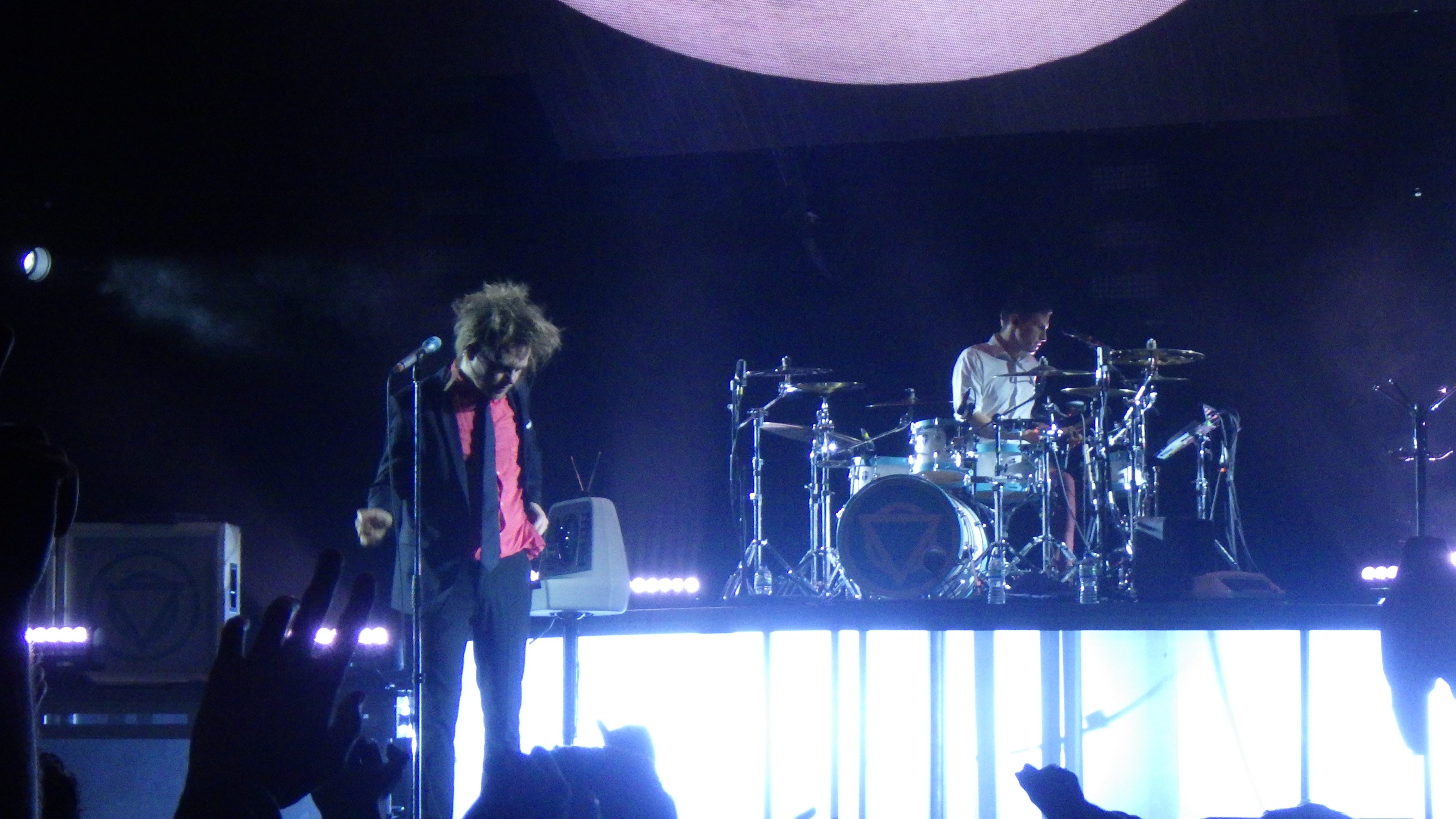
Brighton, Regno Unito, 22 novembre 2017

| Data             | Città              | Stato           | Località           |
| ---------------- | ------------------ | --------------- | ------------------ |
| Europa           |                    |                 |                    |
| 16 novembre 2017 | Liverpool          | Regno Unito     | Olimpya            |
| 17 novembre 2017 | Cardiff            | Regno Unito     | Motorpoint Arena   |
| 18 novembre 2017 | Nottingham         | Regno Unito     | Motorpoint Arena   |
| 19 novembre 2017 | Newcastle          | Regno Unito     | Metro Radio Arena  |
| 21 novembre 2017 | Manchester         | Regno Unito     | Victoria Warehouse |
| 22 novembre 2017 | Brighton           | Regno Unito     | Brighton Centre    |
| 24 novembre 2017 | Birmingham         | Regno Unito     | Barclaycard Arena  |
| 25 novembre 2017 | Londra             | Regno Unito     | Alexandra Palace   |
| 29 novembre 2017 | Amsterdam          | Paesi Bassi     | Paradiso           |
| 1º dicembre 2017 | Lussemburgo        | Lussemburgo     | Den Atelier        |
| 2 dicembre 2017  | Parigi             | Francia         | Elysee Montmartre  |
| 3 dicembre 2017  | Colonia            | Germania        | Palladium          |
| 5 dicembre 2017  | Amburgo            | Germania        | Mehr Theatre       |
| 6 dicembre 2017  | Copenaghen         | Danimarca       | Amager bio         |
| 7 dicembre 2017  | Berlino            | Germania        | Huxleys            |
| 8 dicembre 2017  | Varsavia           | Polonia         | Proxima            |
| 9 dicembre 2017  | Praga              | Repubblica Ceca | Archa              |
| 11 dicembre 2017 | Vienna             | Austria         | Vienna Arena       |
| 12 dicembre 2017 | Monaco di Baviera  | Germania        | Tonhalle           |
| 13 dicembre 2017 | Fontaneto d'Agogna | Italia          | Pala Phenomenon    |

## North America 2018
| Data             | Città           | Stato                 | Località                   |
| ---------------- | --------------- | --------------------- | -------------------------- |
| Nord America     |                 |                       |                            |
| 19 gennaio 2018  | Austin          | Stati Uniti d'America | The Mohawk                 |
| 20 gennaio 2018  | Dallas          | Stati Uniti d'America | Tree's                     |
| 22 gennaio 2018  | Orlando         | Stati Uniti d'America | The Social                 |
| 23 gennaio 2018  | Fort Lauderdale | Stati Uniti d'America | Culture Room               |
| 25 gennaio 2018  | Atlanta         | Stati Uniti d'America | Terminal West              |
| 26 gennaio 2018  | Raleigh         | Stati Uniti d'America | Cat's Cradle               |
| 27 gennaio 2018  | Richmond        | Stati Uniti d'America | Capital Ale House          |
| 28 gennaio 2018  | Washington      | Stati Uniti d'America | 9:30 Club                  |
| 30 gennaio 2018  | Boston          | Stati Uniti d'America | The Sinclair               |
| 2 febbraio 2018  | Brooklyn        | Stati Uniti d'America | Music Hall of Williamsburg |
| 3 febbraio 2018  | Filadelfia      | Stati Uniti d'America | Union Transfer             |
| 5 febbraio 2018  | Montréal        | Canada                | Theatre Fairmoumt          |
| 6 febbraio 2018  | Toronto         | Canada                | Lee's Palace               |
| 8 febbraio 2018  | Columbus        | Stati Uniti d'America | A&R Music Hall             |
| 9 febbraio 2018  | Chicago         | Stati Uniti d'America | Metro                      |
| 10 febbraio 2018 | Saint Paul      | Stati Uniti d'America | Amsterdam Hall             |
| 11 febbraio 2018 | Winnipeg        | Canada                | The Pyramid Cabaret        |
| 13 febbraio 2018 | Calgary         | Canada                | Commonwealth               |
| 14 febbraio 2018 | Edmonton        | Canada                | Starlite Ballroom          |
| 16 febbraio 2018 | Vancouver       | Canada                | Imperial                   |
| 17 febbraio 2018 | Seattle         | Stati Uniti d'America | Neumo's                    |
| 18 febbraio 2018 | Portland        | Stati Uniti d'America | Hawthorne Theater          |
| 20 febbraio 2018 | Santa Cruz      | Stati Uniti d'America | Catalyst Atrium            |
| 23 febbraio 2018 | Los Angeles     | Stati Uniti d'America | El Rey Theatre             |
| 24 febbraio 2018 | Santa Ana       | Stati Uniti d'America | The Obervatory             |
| 25 febbraio 2018 | San Diego       | Stati Uniti d'America | The Irenic                 |
| 27 febbraio 2018 | Phoenix         | Stati Uniti d'America | Crescent Ballroom          |

## Asia Tour
| Data          | Città     | Stato      | Località                      |
| ------------- | --------- | ---------- | ----------------------------- |
| Nord America  |           |            |                               |
| 14 marzo 2018 | Kawasaki  | Giappone   | Club Citta                    |
| 15 marzo 2018 | Nagoya    | Giappone   | Diamond Hall                  |
| 17 marzo 2018 | Osaka     | Giappone   | Namba Hatch                   |
| 19 marzo 2018 | Fukuoka   | Giappone   | Drum Logos                    |
| 21 marzo 2018 | Tokyo     | Giappone   | Studio Coast                  |
| 24 marzo 2018 | Hong Kong | Cina       | TTN                           |
| 25 marzo 2018 | Bangkok   | Thailandia | Rock Pub                      |
| 26 marzo 2018 | Singapore | Australia  | Substation                    |
| 28 marzo 2018 | Taichung  | Taiwan     | Liho Park (Heartown Festival) |
| 30 marzo 2018 | Canton    | Cina       | SD Livehouse                  |

## Scaletta
1. The Spark
2. The Sights
3. Solidarity
4. Anything Can Happen in the Next Half Hour...
5. Take My Country Back
6. The Last Garrison
7. Radiate
8. Undercover Agents
9. Arguing with Thermometers
10. Rabble Rouser
11. Airfield
12. Adieu (solo per le date in Europa)
13. Anaesthetist
14. Quickfire Round (Sorry You're Not a Winner/Sssnakepit/...Meltdown/Antwerpen/Zzzonked)

Encore
1. Redshift
2. Live Outside
3. The Embers